# パンチョ・ビリャ
ホセ・ドロテオ・アランゴ・アランブラ（スペイン語: José Doroteo Arango Arámbula, 1878年6月5日 - 1923年7月20日）は、メキシコの革命家。一般にパンチョ・ビリャ（Pancho Villa）の愛称で知られる（「パンチョ」は「フランシスコ」の愛称）。スペイン語の発音からビーリャやビジャ、ビージャとも表記される。

## 概要

### 生まれ
彼はドゥランゴ州サン・フアン・デル・リオのラ・コヨータダで、大農園で働くインディオ系の小作農の息子として生まれた。父親は彼が幼少時に死に、母と二人の妹、二人の弟と暮らしていたが、16歳の時に農園主と衝突しチワワ州で山賊に加わった。警官隊との銃撃戦で山賊の首領が死ぬと、彼はその名「フランシスコ・ビリャ」を名乗るようになり、山賊を率いることとなった。彼は追い剥ぎから家畜泥棒まで及ぶ犯罪のために数回捕らえられたが、コネを通じて安全に釈放された。
その後ビリャは盗んだ家畜を売り払っていた経験を生かし、食肉・屠殺業を営んでいたが、チワワ州の財務行政官アブラーム・ゴンサーレスに出会い、革命運動に加わることになる。ゴンサーレスはポルフィリオ・ディアス大統領の独裁に反対するフランシスコ・マデロの支持者で、彼はビリャに基礎的な教育を施し、その目を政治に向けさせた。このときから生涯の終わりまで、ビリャは自身の使命を人々のための革命で戦うことと考えるようになった。

### 革命
1911年3月にビリャはマデロを支持し、ディアスの連邦軍とのシウダ・フアーレスの戦いに加わった。5月末にはディアスが大統領を辞任、国外逃亡し11月にはマデロが選挙の末大統領に就任する。翌年の3月に解放軍のメンバーだったパスクアル・オロスコが反乱を起こし、ビリャは義勇兵を指揮しビクトリアーノ・ウエルタ将軍の元でオロスコ軍と戦う。オロスコは9月にアメリカに亡命するが、その戦いのさなかの6月、ビリャはウエルタの命令で逮捕され、処刑の命が下される。ビリャはマデロ大統領の命令で処刑が延期され、陸軍刑務所に収監されたが同年末には法廷書記官カルロス・ハウレギの手助けで脱獄しアメリカのアリゾナ州に逃亡する。
1913年2月にウエルタはクーデターを起こし、マデロを殺害、大統領に就任した。当時チワワ州の知事だったゴンサーレスはウエルタによって逮捕、殺害された。ビリャは自分の理解者がウエルタによって殺害されたことで彼に対する復讐心を燃やした。
ウエルタのクーデターに反対する動きが、コアウィラ州知事ベヌスティアーノ・カランサを筆頭に起こった。ビリャは彼の元に集まった兵達と共に革命軍に加わり、カランサを第一統領とする「護憲軍」が結成された。ビリャは8月にはアセンシオンを出て南に向かい、ナサス湖畔での会議で「護憲軍北部師団」の司令官となる。このころ、ジョン・リードが北部師団と行動を共にしている。同年10月に、ビリャは奇策によって米国との国境の要衝シウダ・フアーレスを占領、11月には反撃するウエルタ政府軍をフアレス市近郊のティエラ・ブランカで破り、ひきつづき州都チワワ市を占領してチワワ州全域を解放した。翌年4月には鉄道の要衝トレオンを攻略。ウエルタは7月に退陣し、スペインに亡命した。同月にカランサが暫定大統領に就任するが、既成の体制を維持しようと旧支配層との妥協を図ったカランサに対し革命勢力は反発、ビリャは「メキシコ国民に対する宣言」を発表する。
10月に革命軍の代表者によるアグアスカリエンテス会議が開催され、エウラリオ・グティエレスが臨時大統領に指名されるがカランサはこれに反発。ビリャは正規軍の総司令官に任命される。両者は各地で戦火を交えるが、その隙の11月26日、エミリアーノ・サパタの率いるサパタ派がメキシコシティを無血占領、12月7日ビリャ、サパタ、グティエレスの三者会談でサパタ派がメキシコシティを防衛することで合意した。グティエレスはカランサと秘密交渉を行い、ビリャによって処刑指令が出されるが逃亡する。
一方のカランサはソノラ州軍の司令官アルバロ・オブレゴンと手を結びベラクルスから反撃、国軍のほとんどがカランサ側に付き、サパタ派は敗走しメキシコシティがオブレゴン軍の手に落ちる。オブレゴン軍は1915年の4月にグアナファト州セラヤでビリャ軍と激突、塹壕と機関銃を組み合わせた新戦法を取るオブレゴン軍に対し、騎兵の突撃を繰り返したビリャ軍は大敗し、チワワ州に敗走しゲリラ戦を行うようになる。7月に全土をほぼ平定したカランサは大統領に就任する。アメリカ合衆国も10月19日にカランサを承認する。11月、第二次アグアプリエタの戦い。

### アメリカ軍のビリャ討伐遠征
ビリャはカランサを承認したアメリカに抗議、1916年1月11日にチワワ州内で列車に乗っていたアメリカ人鉱山技師ら16人を殺害、3月9日には1,500人を率いて国境を越えニューメキシコ州コロンバスを襲撃(コロンバスの戦い)、アメリカ騎兵隊の駐屯所を攻撃し100頭の馬やラバをとらえ、町を燃やし17人の市民を殺した。これは2021年現在においても合衆国建国以来本土が侵攻された唯一の事例(米英戦争は何故か除くらしい)である。
ウッドロウ・ウィルソンアメリカ合衆国大統領は3月15日、懲罰のための遠征部隊12,000人をジョン・パーシング将軍の指揮下メキシコに派遣した。このときのパーシングの副官がジョージ・パットン中尉である。この遠征はアメリカではパンチョ・ビリャ遠征として知られる。遠征中にアメリカ軍初の航空機による戦闘任務が下され、索敵のため8機のカーチスJN-2が3月19日に飛行している。しかしチワワ州で圧倒的な人気のあったビリャは、米軍に捕らえられることはなかった。6月に入り、アメリカ軍はカリサル村でビリャ軍と誤認してメキシコ政府軍と衝突、カリサルの戦闘としてアメリカとメキシコの緊張が高まった。事件が原因となり遠征は失敗、1917年1月28日にビリャの探索は打ち切られた。

### 暗殺
1920年の和平協定でビリャ軍は武装解除され、ビリャは故郷のチワワ州で広大な土地を得て3人の妻と6人の子供、革命活動の同志やその家族たちと農場を経営し農園主として平和に暮らしたが、1923年7月20日に友人の子供の名付け親になるためパラル市に出かけた帰り道で銃撃を受け暗殺された。暗殺犯は不明のままで終わったが、プルタルコ・エリアス・カリェス、ホアキン・アマーロ、アルバロ・オブレゴン等の軍部が関係していたとされる。ビリャはメキシコの大衆から英雄として扱われたが、メキシコ革命正史上では無視され続けた。彼が議会で正式に革命の功労者とされたのは死後43年経った1967年のことであった。

## パンチョ・ビリャを扱った芸術作品

### 小説
- マリアノ・アスエラ『虐げられし人々（スペイン語版、英語版）』（1915年）

### 映画
- 『奇傑パンチョ』（1934年、米国）　監督：ジャック・コンウェイ、ハワード・ホークス　脚本：ベン・ヘクト　出演：ウォーレス・ビアリー、レオ・キャリロ、フェイ・レイ
- 『戦うパンチョビラ』（1968年、米国）　監督：バズ・キューリック　脚本：サム・ペキンパー　出演：ユル・ブリンナー、ロバート・ミッチャム、チャールズ・ブロンソン
- 『バンデラスの英雄パンチョ・ヴィラ』（別邦題『革命の男 パンチョ・ヴィラ』）（2003年、米国、TVムービー）　監督：ブルース・ベレスフォード　出演：アントニオ・バンデラス、イーオン・ベイリー、アラン・アーキン

### テレビドラマ
- 『インディ・ジョーンズ/若き日の大冒険』（1992年、米国）
- 『パンチョ・ビリャ:北のケンタウロス』（2023年、メキシコ）　出演：ホルヘ・A・ヒメネス、フアン・ルイス・メディナ、アルマンド・エルナンデス